# Герб Нуево-Леону
Герб Нуево-Леона — геральдичний символ штату Нуево-Леон.

## Історія
Сучасний герб був створений комісією 2 червня 1943 року. До свого створення держава використовувала герб міста Монтеррея, столиці штату.
Художник Ігнасіо Мартінес Рендон з Монтеррея відповідав за написання цього герба олією, який знаходиться в Урядовому палаці в столиці.

## Геральдика
Щит почетвертований, має серцевий щит і облямівку. У першому золотому полі гора Серро-де-ла-Сілла, над нею — червоне сонце, а на передньому плані — апельсинове дерево з плодами. У другому срібному полі здиблений озброєний золотом червоний лев у золотій короні. У третьому срібному полі в природних кольорах стародавній храм Сан-Франциско. У червертому золотому полі п'ять чорних заводських труб з димом. У серцевому срібному щиті чорний ланцюг в облямівку, поверх якого чорний пов'яз. Синя облямівка містить з обох боків срібну зброю; вгорі зображено — по золоті бджоли з кожного боку, а знизу — назва штату Нуево-Леон. Над щитом срібний шолом, полірований, терцієподібний і з п'ятьма решітками. У підніжжі щита стрічка з національними кольорами та латинською фразою чорними літерами у стилі рукопису XVI століття «Semper Ascendens» (Завжди висхідна).